# (2070) Humason
(2070) Humason est un astéroïde de la ceinture principale, découvert à l'observatoire Goethe Link près de Brooklyn, dans l'Indiana. Il fut nommé en l’honneur de Milton Humason.